# هلگه لیلیبیورن
هلگه لیلیبیورن (انگلیسی: Helge Liljebjörn; ۱۶ اوت ۱۹۰۴ – ۲ مهٔ ۱۹۵۲) بازیکن فوتبال اهل سوئد بود.
وی همچنین در تیم ملی فوتبال سوئد بازی کرده‌است.